# Възлияние
Възлиянието (на латински: libatio) е елемент от античните религиозни ритуали и по-специално от жертвоприношенията.
Причислява се към безкръвните принасяния на жертва. С термина се означава изливане на течности в чест на боговете: вино, мед, зехтин, вода и др.
Възлиянията са характерни за почти всички древни религиозни обреди, а също и за много от съвременните.

## Възлияния в древна Гърция
В древногръцката традиция има два вида възлияния: за небесните богове – спонде (стгр. σπονδή), и за хтоничните богове – хое (стгр. χοή).

### Спонде
Спонде се прави преди започването на храненето, при посрещане или изпращане на гости. Обичаят е често изобразяван във вазописта. Извършва се с малко количество течност, най-често от кана или фиала, държана в ръка. Възлиянието е контролирано и е предназначено предимно за небесните богове. Обикновено се излива вино. Този тип възлияние винаги придружава пиенето на вино, например по време на симпозиум. Преди ритуалното съвместно пиене, първо се прави възлияние за Зевс и Олимпийците, после за героите, а накрая Зевс Телейос (Завършващия, Крайния, Последния). Завършващ може да бъде и Добрият Демон (Агатос Даймон) или Хермес. Пълната чаша с течност обикаля събралите се, като ги призовава към молитва, отправена към боговете. При пътуване по море се смесва вино с вода в кратер и се излива в морето, придружено с молитва и клетва.
Спонде придружава и кръвното жертвоприношение – фиала с вино се излива върху горящия с месото и другите приношения олтар. Този тип възлияние е любима сцена в античното изкуство. Често боговете са пизобразявани с фиала в ръка – тези сцени се тълкуват като „бог, приемащ възлияние“.
Смисълът на „спонде“ е противоположен на „сфагия“ (напрежение и враждебност) и означава всичко, което разрешава противоречията и ликвидира връждебността. „Спонде“ на старогръцки е думата за мирен договор.

### Хое
Възлиянието в чест на подземните богове, герои и мъртви се извършва върху земята от големи съдове и с голямо количество течности. Използват са вода, вино, мляко, зехтин, медовина. Водата е знак за очищение в древните култове, а зехтинът се използва обикновено за обливане на свещени камъни или на надгробната стела. Течностите, принасяни на мъртвите са смятани за тяхна храна.
Пример за описание на възлияние за мъртвите в литературни извори е следният пасаж от Омировата Одисея : Одисей изкопава дупка в земята и около нея излива медовина, вино и вода. Разпръсква бял ечемик и призовава мъртвите като им обещава и изгаряне на жертви. Възлиянието е придружено от песен. Друг пример е описанието на Софокъл в трагедията „Едип в Колон“: Девойки пред светилището пълнят вода от извор. След това украсяват котли се украсяват с вълнени гирлянди и ги пълнят със специалната вода и мед. Девойките се обръщат на изток, а жертвоприносителя излива на запад съдържанието на котлите върху земята. Девойките хвърлят маслинени клонки там, където е попила течността, и с безмълвна молитва се връщат обратно.